# Манастир Црковница
Манастир Црковница припада Епархији нишкој Српске православне цркве. Налази се у селу Црковница, на територији града Лесковца. Посвећен је Светом Симеону Столпнику.

## Историја
Према историјским подацима манастир потиче из друге половине 16. века. По предању храм је био у склопу конака манастира у којем су вековима живели монаси. Испред олтарске апсиде налазе се два огромна, стара храста, чију старост стручњаци процењују на више од 600 године. Током свог постојања, више пута је рушен од стране Турака.
Храм је у целости обновљен иосвећен 2006. године трудом и заслугом ктитора Спирославе Раденковић, која је до своје смрти живела у конаку манастира.